# Sprängskiss

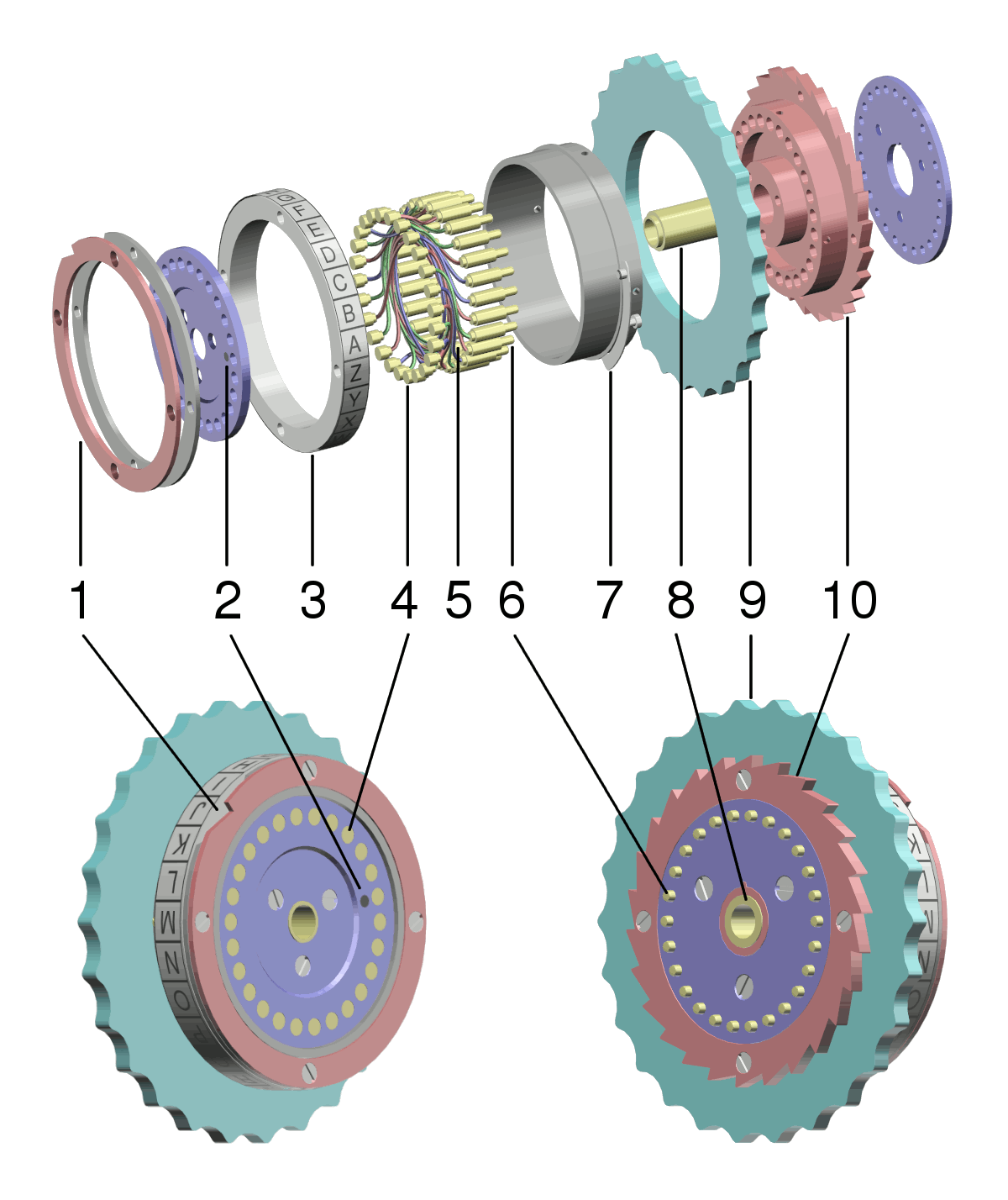
Sprängskiss av en del av Enigma.

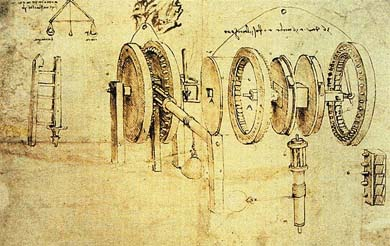
Sprängskiss av Leonardo da Vinci

Sprängskiss är en ritning eller en illustration över de ingående delarna i en konstruktion. Används ofta för att beskriva hur något är uppbyggt och hur systemets delar sätts samman.